# Fate/Grand Order
Fate/Grand Order (フェイト/グランドオーダー?, Feito/Gurando Ōdā) — anche noto con gli acronimi Fate/GO e FGO —  è un videogioco di ruolo free-to-play online disponibile per Android e iOS, appartenente al franchise Fate di Type-Moon, sviluppato da Lasengle e pubblicato da Aniplex, sussidiaria di Sony Music Entertainment Japan. Il titolo offre una modalità di combattimento a turni in cui il giocatore, nei panni del Master, deve evocare e comandare potenti famigli noti come Servant per sconfiggere i suoi nemici. La narrazione della storia è presentata sotto forma di visual novel, ed ogni Servant possiede il proprio scenario personale esplorabile dal giocatore. È stato pubblicato inizialmente il 30 luglio 2015 su piattaforma Android, per uscire successivamente il 12 agosto su iOS.